# 삼우초등학교
삼우초등학교는 대한민국 전북특별자치도 완주군에 있는 공립 초등학교이다.

## 학교 연혁
- 1968년 3월 2일: 고산국민학교 어우분교 개교
- 1970년 3월 1일: 고산서국민학교로 승격
- 1996년 3월 1일: 고산서초등학교로 개칭
- 2003년 3월 1일: 삼기초등학교와 통합
- 2003년 9월 1일: 삼우초등학교로 개칭

## 참고 자료
- 삼우초등학교 - 한국교육학술정보원 학교알리미